# Dryas-stadiaal
| Serie                                        | Etage       | Sub-etage          | Chronozone   | Tijd geleden (jaar BP) |
| -------------------------------------------- | ----------- | ------------------ | ------------ | ---------------------- |
| Holoceen                                     | Holoceen    | Holoceen           | Preboreaal   | 10.640 - 11.650        |
| Pleistoceen                                  | Weichselien |                    |              |                        |
| Pleistoceen                                  | Weichselien | Laatglaciaal       | Jonge Dryas  | 11.650 - 12.850        |
| Pleistoceen                                  | Weichselien | Laatglaciaal       | Allerød      | 12.850 - 13.900        |
| Pleistoceen                                  | Weichselien | Laatglaciaal       | Oude Dryas   | 13.900 - 14.000        |
| Pleistoceen                                  | Weichselien | Laatglaciaal       | Bølling      | 14.000 - 14.650        |
| Pleistoceen                                  | Weichselien | Laat Pleniglaciaal | Oudste Dryas | 14.650 - ~15.000       |
| Blauw: Koud - Roze: Warm (kolom Chronozones) |             |                    |              |                        |

Het Dryas-stadiaal is een naam voor drie tijdvakken aan het einde van het laatste glaciaal (een glaciaal wordt meestal ijstijd genoemd, hoewel de term 'ijstijd' ook naar een ijstijdvak kan verwijzen), waarin het klimaat nog kouder was dan gemiddeld tijdens een glaciaal het geval was. Zo'n koude periode binnen een glaciaal wordt een stadiaal genoemd.
De naam Dryas komt van de toendraplant zilverkruid (Dryas octopetala), die tegenwoordig alleen in toendragebieden of hooggebergtes voorkomt.
De Dryas-stadialen zijn:
- het Jonge Dryas
- het Oude Dryas
- het Oudste Dryas